# Le Chesnay-Rocquencourt
Le Chesnay-Rocquencourt is een fusiegemeente (commune nouvelle) in het Franse departement Yvelines (regio Île-de-France). De gemeente telde 31.064 inwoners op 1 januari 2022. De plaats maakt deel uit van het arrondissement Versailles. Le Chesnay-Rocquencourt is op 1 januari 2019 ontstaan door de fusie van de gemeenten Le Chesnay en Rocquencourt. 

## Geografie
De oppervlakte van Le Chesnay-Rocquencourt bedroeg op 1 januari 2022 7,02 vierkante kilometer; de bevolkingsdichtheid was toen 4.425,1 inwoners per km².
De onderstaande kaart toont de ligging van Le Chesnay-Rocquencourt met de belangrijkste infrastructuur en aangrenzende gemeenten.

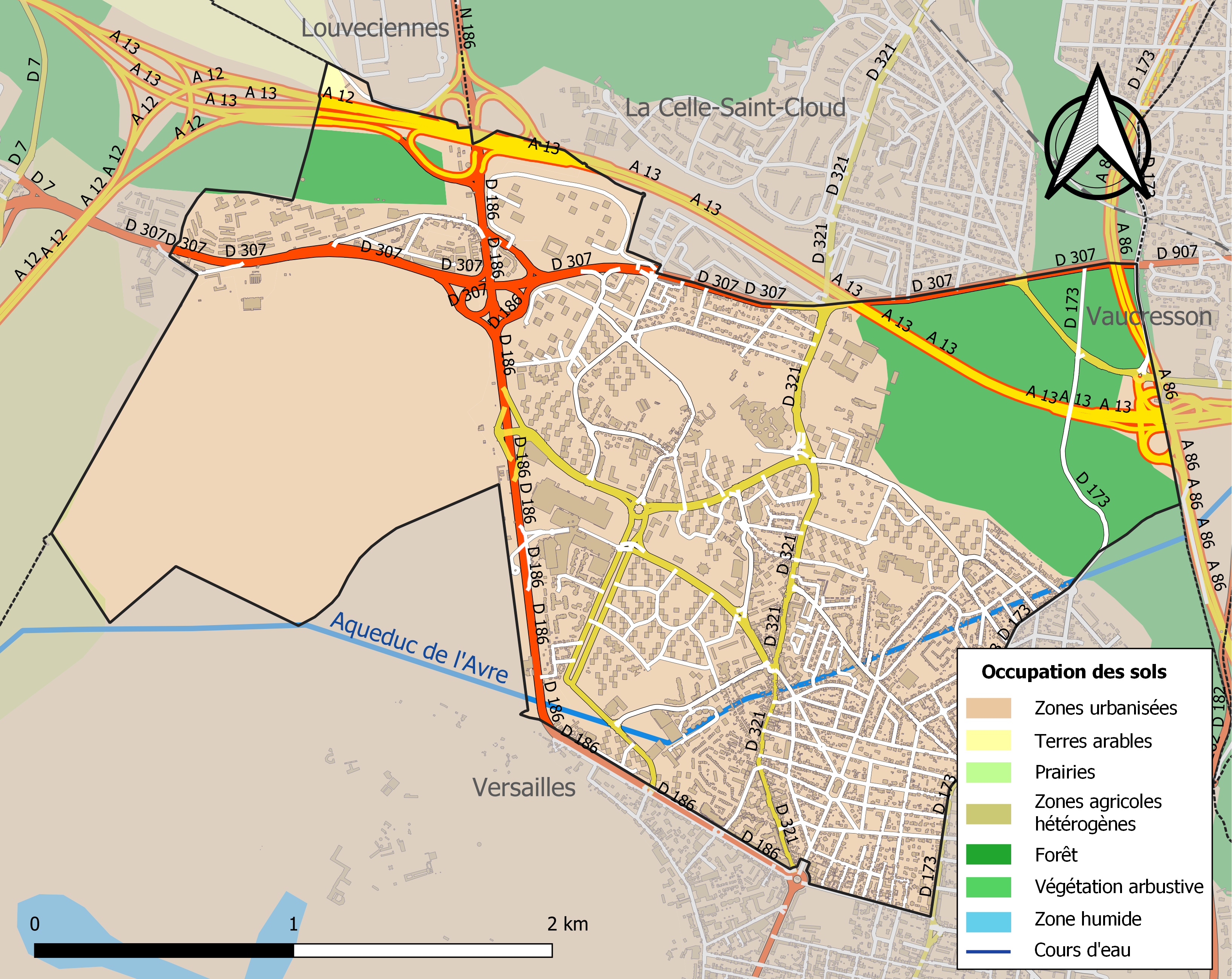

## Demografie
Onderstaande figuur toont het verloop van het inwonertal (bron: INSEE-tellingen).